# Kralj linije — Slava Bogojević
„Kralj linije — Slava Bogojević“ je dokumentarni televizijski esej u trajanju od 35 minuta, o slikaru Slavi Bogojeviću, reditelja Slobodana Ž. Jovanovića, a u proizvodnji Radio-televizije Srbije 1993. godine.
Namera autora ovog eseja je da ispravi nepravdu prema jednom značajnom opusu oko dve hiljade slika, koji je za života Slavoljuba Slave Bogojevića, kao i tokom petnaest godina od njegove smrti, ostao bez odgovarajuće prezentacije. Emisija na dva uporedna plana objašnjava fenomen boemije, koji u velegadu polako iščezava, i skicira portret neobične ličnosti umetnika. Govore Ljubomir Draškić, Mića Popović, Milo Dimitrijević, Uglješa Rajičević.

## Autorska ekipa
- Reditelj Slobodan Ž. Jovanović
- Adaptacija teksta Slobodan Ž. Jovanović
- Scenario Marko Nedeljković
- Kompozitor Petar Antonović
- Scenograf Dora Dušanović

## Učestvuju
- Ivan Jagodić
- Ljubomir Muci Draškić
- Mića Popović
- Milo Dimitrijević
- Uglješa Rajičević

## Spoljašnje veze
- Boemi — Slava Bogojević, kralj linije на веб-сајту  (језик: енглески)
- Boemi — Slava Bogojević, kralj linije (TV esej) на веб-сајту